# Coppa Agostoni 1956
La Coppa Agostoni 1956, undicesima edizione della corsa, si svolse il 17 ottobre 1956 su un percorso di 195 km. La vittoria fu appannaggio dell'italiano Silvano Tessari, che completò il percorso in 4h50'15", precedendo i connazionali Luciano Mai e Ezio Pizzoglio.

## Ordine d'arrivo (Top 6)
| Pos. | Corridore           | Squadra              | Tempo    |
| ---- | ------------------- | -------------------- | -------- |
| 1    | Silvano Tessari     | San Pellegrino Sport | 4h50'15" |
| 2    | Luciano Mai         | -                    | s.t.     |
| 3    | Ezio Pizzoglio      | -                    | s.t.     |
| 4    | Giorgio Tinazzi     | Pedale Scaligero     | s.t.     |
| 5    | Remo Tamagni        | -                    | s.t.     |
| 6    | Fernando Brandolini | San Pellegrino Sport | s.t.     |